# Parauapebas Futebol Clube
Parauapebas Futebol Clube é um clube profissional de futebol da cidade de Parauapebas, no estado do Pará. Manda suas partidas no Estádio José Raimundo Roseno Araújo, o "Rosenão", com capacidade para 10.000 torcedores.

## História

### Campeonato Paraense 2015
O clube levantou o troféu da Taça ACLEP 2015, correspondente à primeira fase do Campeonato Paraense 2015. A segunda fase, iniciada no mês de fevereiro, conta com o PFC no Grupo A, tendo o Clube do Remo como cabeça de chave, além de Independente, São Francisco e Castanhal.
A estreia no Parazão 2015 foi com muito esplendor, derrotando o Remo em pleno Mangueirão, seguido por um tropeço em casa contra o São Francisco. Conquistou duas vitórias seguidas contra o Castanhal em Castanhal, e depois o Independente em Parauapebas, no estádio Rosenão. Terminando assim a primeira fase da Taça Cidade de Belém como melhor equipe da competição. Na semifinal, venceu em casa a equipe de Cametá, e se classificou para a grande final inédita.
Foi Vice - Campeão da 1ª fase da primeira divisão do campeonato Paraense 2015, perdendo para o Independente de Tucuruí. Devido a boa colocação na classificação geral do campeonato a equipe disputou a Copa do Brasil 2016.
Hoje o Parauapebas está em busca de uma vaga para voltar a elite do futebol paraense em 2022.

## Rivalidades

Escudo antigo do clube

### Parauapebas x Águia de Marabá
Por seu pouco tempo como equipe profissional, o time ainda não construiu uma tradição de rivalidade forte com outra equipe. Porém, os cronistas esportivos já chamam os jogos contra o Águia de Marabá como "clássico do sudeste", ressaltando o crescimento de uma rivalidade entre as duas equipes.

## Títulos

### Estaduais
|  | Competição                     | Títulos | Temporada |
|  | Taça ACLEP                     | 1       | 2015      |
|  | Campeonato Paraense - Série B1 | 1       | 2010      |

## Desempenho em Competições

### Participações
|  | Participações em 2023 |

| Competição | Competição          | Temporadas | Melhor campanha    | Estreia | Última | P | R |
| Pará       | Campeonato Paraense | 7 [F1]     | 3º Colocado (2015) | 2011    | 2018   |   | 2 |
| Pará       | Série B1            | 7          | Campeão (2010)     | 2010    | 2023   | 2 | – |
| Brasil     | Copa do Brasil      | 1          | 1ª fase (2016)     | 2016    | 2016   |   |   |

- ^  F1. Contando com as participações na taça ACLEP.

### Copa do Brasil
| Ano  | Posição |
| 2016 | 1ª Fase |

### Campeonato Paraense - Série A
| 2011 | 2012 | 2013 | 2014 | 2015 | 2016 | 2018 |
| 11º  | 11º  | 9º   | 11º  | 3º   | 10º  | 9º   |

### Campeonato Paraense - Série B1
| 2010 | 2017 | 2019 | 2020 | 2021 | 2022 | 2023 |
| 1º   | 2º   | 4º   | 10º  | 5º   | 9º   | 4º   |

## Uniformes

### 2021
| Cores do Time · Cores do Time · Cores do Time · Cores do Time · Cores do Time | Cores do Time · Cores do Time · Cores do Time · Cores do Time · Cores do Time |

### 2020
| Cores do Time · Cores do Time · Cores do Time · Cores do Time · Cores do Time | Cores do Time · Cores do Time · Cores do Time · Cores do Time · Cores do Time |

### 2019
| Cores do Time · Cores do Time · Cores do Time · Cores do Time · Cores do Time | Cores do Time · Cores do Time · Cores do Time · Cores do Time · Cores do Time |

### 2017-18
| Cores do Time · Cores do Time · Cores do Time · Cores do Time · Cores do Time | Cores do Time · Cores do Time · Cores do Time · Cores do Time · Cores do Time |

### 2016
| Cores do Time · Cores do Time · Cores do Time · Cores do Time · Cores do Time | Cores do Time · Cores do Time · Cores do Time · Cores do Time · Cores do Time |

### 2015
| Cores do Time · Cores do Time · Cores do Time · Cores do Time · Cores do Time | Cores do Time · Cores do Time · Cores do Time · Cores do Time · Cores do Time |

### 2014
| Cores do Time · Cores do Time · Cores do Time · Cores do Time · Cores do Time | Cores do Time · Cores do Time · Cores do Time · Cores do Time · Cores do Time |

### 2013
| Cores do Time · Cores do Time · Cores do Time · Cores do Time · Cores do Time | Cores do Time · Cores do Time · Cores do Time · Cores do Time · Cores do Time |